# Neville
Neville eller Nevill är en engelsk adelsätt, känd sedan början av 1100-talet.
Dess mest kände medlem är "kungamakaren" Richard Neville, 16:e earl av Warwick. Medlemmar av ätten har burit titeln Earl of Northumberland respektive Westmorland. Ättens nuvarande huvudman är markis av Abergavenny.